# Scott Cawthon
Dit overzicht is mogelijk incompleet; u kunt helpen door het uit te breiden.
Scott Cawthon (Houston, 1978) is een Amerikaanse computerspelontwikkelaar. Hij is vooral bekend geworden door zijn creatie van de Five Nights at Freddy's-franchise.

## Levensloop
Cawthon was al bezig met computerspellen ontwikkelen voor hij Five Nights at Freddy's ontwikkelde. Op 19 maart 2007 publiceerde hij het eerste deel van de 8-delige serie The Pilgrim’s Progress. De delen waren stukken van zijn animatiefilm uit 2005. In 2013 ontwikkelde hij Chipper and Sons Lumber Co.. Zijn computerspel Five Nights at Freddy's (2014) werd één van de bekendste horrorspellen, later heeft hij, samen met ghostwriter Kira Breed-Wrisley, meerdere boeken geschreven die gebaseerd zijn op de spelreeks. Op 17 juni 2021, vlak voor het uitkomen van Security Breach, heeft hij bekendgemaakt dat hij stopt met zijn werkzaamheden aan de FNaF-franchise, de franchise werd overgedragen aan Illumix en Steel Wool Studios, die ook hebben meegewerkt aan eerdere spellen.
- Bibsys: 1533887357965
- Catàleg d'autoritats de noms i títols de Catalunya: 981058609599306706
- Gemeinsame Normdatei: 1139448323
- International Standard Name Identifier: 0000 0004 8641 2347
- Library of Congress Control Number: no2016126003
- MusicBrainz: 3e215b7f-63a3-4f22-aafb-eecdb7c663c3
- Nationale Bibliotheek van Tsjechië: xx0253616
- Nationale Bibliotheek van Polen: a0000003724738
- Nederlandse Thesaurus van Auteursnamen: 439036763
- Virtual International Authority File: 100147663072660552024
- WorldCat: E39PBJmP8pGYwvgHt7dBCXbw4q